# 中国共产党酒泉市委员会
中国共产党酒泉市委员会（简称中共酒泉市委），是中国共产党在甘肃省酒泉市的领导机关。现任市委书记是吴仰东。

## 历史沿革
1949年7月，中共中央西北局决定组建中国共产党酒泉分区委员会（简称中共酒泉地委）。1955年10月，酒泉、武威专区合并为张掖专区，中共酒泉地委撤销建制。
1958年12月，成立地级中国共产党酒泉市委员会（简称中共酒泉市委），隶属中共甘肃省委。1962年1月，恢复中共酒泉地委。中共酒泉市委隶属中共酒泉地委。1964年恢复酒泉县，中共酒泉市委改为中共酒泉县委。1966年文化大革命开始后，中共酒泉地委工作机构受到冲击。
1985年，中共酒泉县委改为中共酒泉市委（县级）。2002年6月，撤销酒泉地区和县级酒泉市，设立地级酒泉市和县级肃州区。同年9月，分别成立新的中共酒泉市委和中共肃州区委。2002年11月12至15日，举行第一次党员代表大会，选举出中国共产党酒泉市第一届委员会。

## 机构设置
根据《酒泉市机构改革方案》，中国共产党酒泉市委员会设置下列机构：
- 中共酒泉市委办公室（酒泉市档案局）

职能部门
- 中共酒泉市委组织部（中共酒泉市非公有制经济组织和社会组织工作委员会、酒泉市公务员局）
- 中共酒泉市委宣传部（酒泉市政府新闻办公室、酒泉市新闻出版局、酒泉市精神文明建设指导委员会办公室）
- 中共酒泉市委统一战线工作部（酒泉市政府侨务办公室）
- 中共酒泉市委政法委员会

办事机构
- 中共酒泉市委政策研究室
- 中共酒泉市委网络安全和信息化领导小组办公室（酒泉市互联网信息办公室）
- 中共酒泉市委机构编制委员会办公室
- 中共酒泉市委军民融合发展委员会办公室
- 中共酒泉市委巡察工作领导小组办公室
- 中共酒泉市委信访局

派出机关
- 中共酒泉市委直属机关工作委员会

直属事业单位
- 酒泉市档案馆
- 中共酒泉市委党校（酒泉市行政学院、酒泉市社会主义学院）

## 历届组成人员
第一届
- 任期：2002年11月－2006年12月
- 书记：杨育荣 → 李沛文（2004年12月－2006年12月）
- 副书记：李沛文（2002年11月－2004年12月）、盛世高、朱维繁、周秀山
- 秘书长：

第二届
- 任期：2006年12月－2011年10月
- 书记：李沛文（2006年12月－2008年2月）[2] → 李建华（2008年2月－2011年7月）[3] → 马光明（2011年7月－2011年10月）[4]
- 副书记：陈春明、朱维繁
- 秘书长：

第三届
- 任期：2011年10月－2016年11月
- 书记：马光明（2011年10月－2016年10月）[5] → 康军（2016年10月－2016年11月）[6]
- 副书记：
- 秘书长：李永军（2016年6月－2016年11月）

第四届
- 任期：2016年11月－2021年11月
- 书记：康军（2016年11月－2018年1月） → 吴仰东（2018年1月－2021年7月）[7] → 王立奇（2021年7月－）
- 副书记：都伟（2016年11月－2018年1月）、张安疆（2018年1月－2019年12月）[8]、唐培宏（2018年8月－）、王立奇（2019年12月－2021年7月）、赵建锋（2021年10月－）
- 秘书长：何谋保（2016年11月－2018年8月） → 赵峰（2019年1月－2020年1月） → 张鸿（2020年8月－）

第五届
- 任期：2021年11月－
- 书记：王立奇
- 副书记：唐培宏、赵建锋（－2022年11月）
- 秘书长：张毅（2021年11月－2022年6月） → 李生潜（2022年11月－）